# منطقه ۵ شهرداری شیراز
منطقه ۵ شهرداری شیراز با وسعت فعلی ۱۷۳۶ هکتار در جنوب شرقی شهر شیراز واقع است؛ که از شمال به بلوار ارتش و خیابان شهید حراف و از جنوب به کمربندی و شهرک کوشک میدان، از غرب به بلوار عدالت و از شرق به بلوار ابوذر و دارالرحمه شیراز محدود می‌باشد.

## ویژگی
جمعیت منطقه بر اساس سرشماری سال ۸۵، ۱۶۳٬۰۴۲ تن برآورد گردیده که شامل ۳۸٬۲۳۲ خانوار در این منطقه می‌شود. (با احتساب جمعیت اراضی جنوب کمربندی که از ابتدای سال ۸۷ به منطقه ۹ الحاق گردید)
تراکم جمعیت این منطقه ۶۴ تن در هکتار می‌باشد.

## محدوده
منطقه پنج از محلات کوشک میدان، ده پیاله، عادل آباد، قلعه قبله، و … تشکیل شده‌است و در سال‌های گذشته توسعه زیادی به صورت بافت‌های مسکونی داشته‌است. رحمت که یکی از بزرگراه‌های اصلی شهر محسوب می‌شود از این منطقه می‌گذرد.

## فروشگاه های زنجیره ای
فروشگاه نگین بلوار عدالت 